# Melanargia pedenereus
Melanargia pedenereus är en fjärilsart som beskrevs av Ruggero Verity 1953. Melanargia pedenereus ingår i släktet Melanargia och familjen praktfjärilar. Inga underarter finns listade i Catalogue of Life.